# Кімната 101
Кімната 101 - камера тортур, що знаходиться в Міністерстві Любові (роман Джорджа Орвелла «1984»). З допомогою кімнати 101 партія намагається підпорядкувати ув'язнених, використовуючи як покарання їх найбільші страхи і фобії.
Ймовірніше, Орвелл назвав кімнату тортур 101-ю в честь конференційного зала номер 101 в будівлі штаб-квартири Бі-Бі-Сі (англ. BBC Broadcasting House), в якому під час  Другої Світової Війни письменник, перебуваючи на службі у Міністерстві інформації, часто був присутній на  тривалих зборах. При реконструкції будівлі оригінальний зал був знищений. Макет залу 101 був втілений в 2003 році художницею-скульпторкою Рейчел Вайтред для музею Victoria & Albert Museum.